# تلفونیکا جمهوری چک
تلفونیکا جمهوری چک (به چکی: Telefónica Czech Republic) شرکت مخابرات مستقر در جمهوری چک است. این شرکت ارائه‌دهنده خدمات تلفن ثابت، تلفن همراه، اینترنت و فناوری اطلاعات و ارتباطات می‌باشد.
شرکت تلفونیکا جمهوری چک یکی از شرکت‌های زیرمجموعه شرکت اسپانیایی تلفونیکا است، که از ادغام شرکت تلفن سسکی تلکام و اپراتور موبایل یوروتل تأسیس شد و در سال ۲۰۰۶ توسط شرکت تلفونیکا خریداری و به‌فرم کنونی درآمد.